# Veit Kempe
Veit Kempe (* 27. Oktober 1955 in Dresden) ist ein ehemaliger deutscher Eiskunstläufer, der im Paarlauf für die DDR startete.
Er nahm mit seiner Partnerin Kerstin Stolfig an den Olympischen Winterspielen 1976 in Innsbruck teil. Sie erreichten Platz 6. Ihre Karriere dauerte von 1974 bis 1980.
Bei den Eiskunstlauf-Weltmeisterschaften 1974 und 1975 kamen sie jeweils auf Platz 7 sowie 1978 auf Platz 10. Bei den Eiskunstlauf-Europameisterschaften kamen sie zwischen 1974 und 1978 auf die Plätze 5, 6 und 7. Bei den DDR-Meisterschaften errangen sie zwei Silber- und drei Bronzemedaillen.
Außerdem traten sie mehrfach international an. Beim Pris gasety «Moskowskije nowosti» (Приз газеты «Московские новости») errangen sie Silber, beim Pokal der Blauen Schwerter in Chemnitz errangen sie 1972 Platz 6.